# 이규섭 (농구인)
이규섭(李圭燮, 1977년 11월 13일 ~ )은 대한민국의 은퇴한 농구 선수이자 지도자로, 현재는 부산 KCC 이지스의 수석코치다.